# Carrer Mossèn Jaume Caelles de Sant Climenç
El carrer Mossèn Jaume Caelles de Sant Climenç és un carrer del nucli de Sant Climenç, al municipi de Pinell de Solsonès (Solsonès), inclòs a l'Inventari del Patrimoni Arquitectònic de Catalunya.

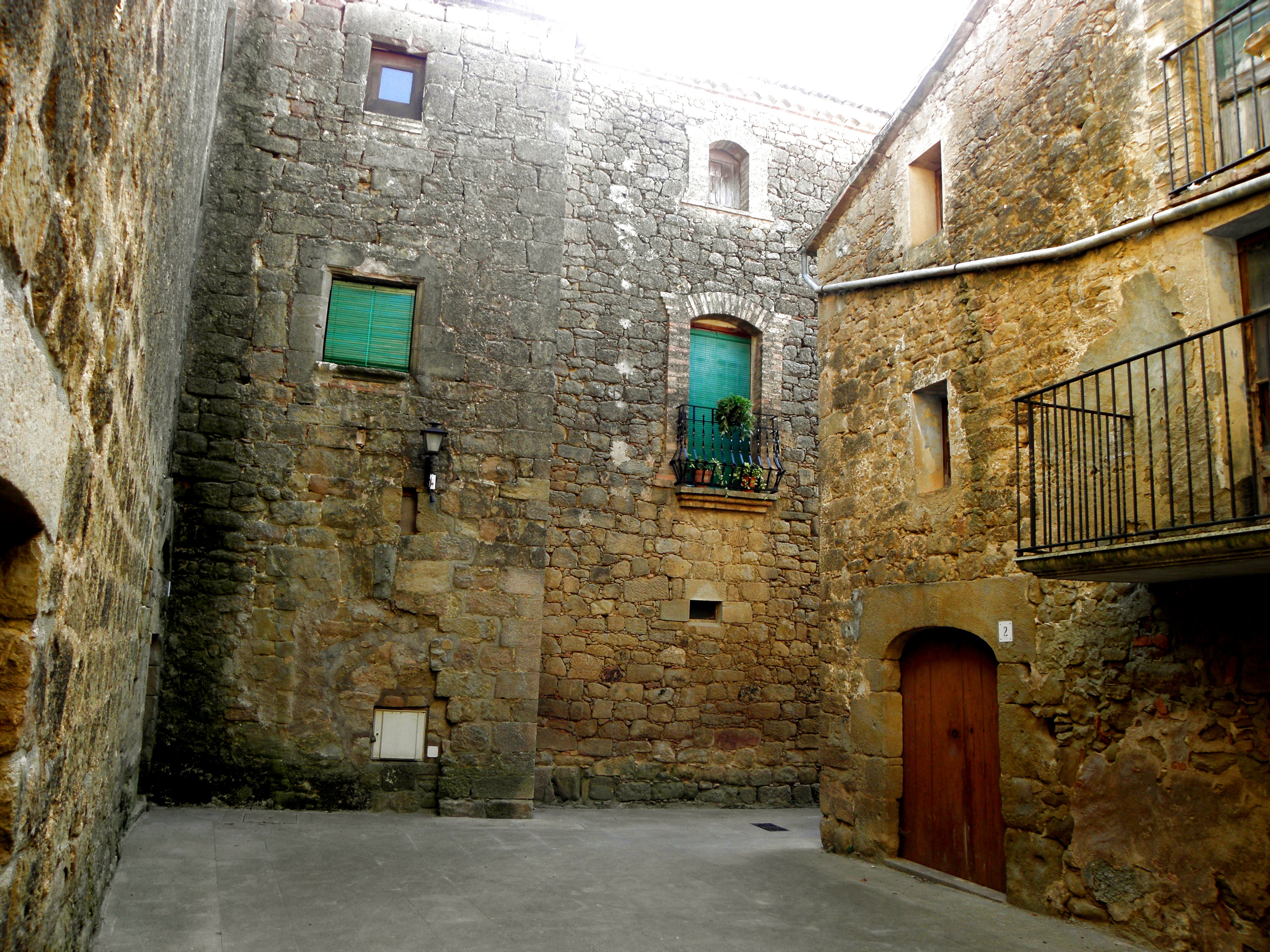
Placeta on s'inicia el carrer

## Descripció
Carrer principal de Sant Climenç. L'accés al carrer es fa a través d'un portal situat a la part posterior de l'edificació que popularment es denomina "El Castell". Aquesta és l'única entrada al carrer. Les mateixes edificacions que el delimiten formen de cara a l'exterior un front de fortificació que és el primitiu nucli urbà de Sant Climenç.
La llargada aproximada del carrer és d'uns vint-i-cinc metres i la seva amplada de tres metres. Les façanes dels edificis són de pedra en tota la seva alçada, planta baixa i primer pis.
Tot el carrer és empedrat i està en molt bon estat de conservació.